# Las Compiègne
Las Compiègne (fr. Forêt de Compiègne) – las we francuskim departamencie Oise w regionie Hauts-de-France, niedaleko miasta Compiègne o powierzchni 14 417 ha.

## Miejsce zawarcia rozejmów
Las Compiègne jest słynnym miejscem podpisywania rozejmów. Dokumenty podpisywano w wagonie salonowym na trasie kolejowej, przebiegającej przez środek lasu.
- Rozejm w Compiègne (1918)

Rozejm pomiędzy Ententą a Niemcami, kończący działania zbrojne podczas I wojny światowej. Rozejm ten jest często nazywany porozumieniem pokojowe z Compiègne. Do rozejmu doszło 11 listopada 1918. Miejsce to, znajdujące się głęboko w lesie (niedaleko wioski i stacji kolejowej Rethondes), wybrał marszałek Ferdinand Foch, ponieważ chciał aby rozmowy toczyły się w ukryciu, z dala od dziennikarzy. Dodatkowo nie chciał, żeby odbywały się antyniemieckie demonstracje mieszkańców.
Rozmowy odbywały się w specjalnie przygotowanym przez Francuzów wagonie. Wagon ten należał wcześniej do cesarza Napoleona III Bonapartego i został udekorowany dawnymi, imperialnymi symbolami, aby potwierdzić odrodzenie się potęgi Francji, po przegranej w wojnie francusko-pruskiej (1870–1871).
- Rozejm w Compiègne (1940)

Rozejm pomiędzy Francją a nazistowskimi Niemcami, który podpisano 22 czerwca 1940, w czasie II wojny światowej. Na żądanie Adolfa Hitlera podpisano go dokładnie w tym samym miejscu i w tym samym wagonie (wyciągniętym z muzeum), jak w 1918 r. Wagon został następnie przetransportowany do Niemiec, jako zdobycz wojenna. Pod koniec wojny został zniszczony przez Niemców, a szczątki spalone, aby nie dostał się ponownie w ręce aliantów. Rama wagonu prawdopodobnie przetrwała pożar i wagon został odbudowany pod koniec lat czterdziestych jako wagon roboczy. Został ponownie przebudowany w 1970 r. i używany jako wagon zakładowy w Weichenwerk Gotha. Był nazywany „kanapą” ze względu na jego miękkie zawieszenie. Jedynym wskazaniem pochodzenia były odlane litery na maźnicach wagonu. Po wypadku został złomowany w 1986 r.
W 1950 r. wierna replika wagonu została umieszczona w tym samym miejscu.
W lesie znajdują się pomniki oraz memoriały:
- Memoriał alzacki – wysadzony przez nazistów w czerwcu 1940 i odbudowany po wojnie. Na memoriale znajduje się miecz (symbolizujący aliantów) oraz upadający orzeł (przedstawiający cesarskie Niemcy).
- Pomnik marszałka Ferdinanda Focha.

## Galeria

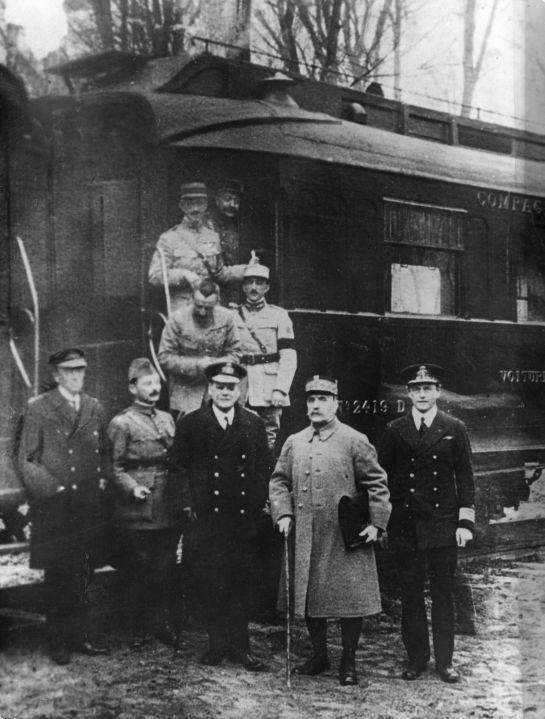
Rozejm podczas I wojny światowej, z udziałem Ferdinanda Focha
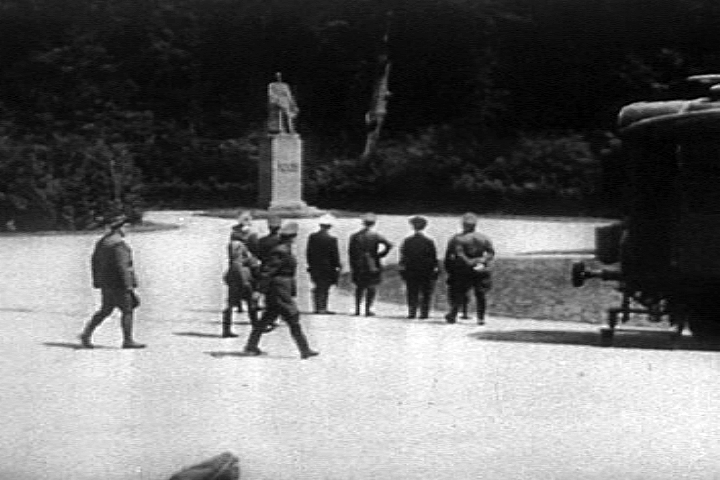
Rozejm podczas II wojny światowej, z udziałem Adolfa Hitlera
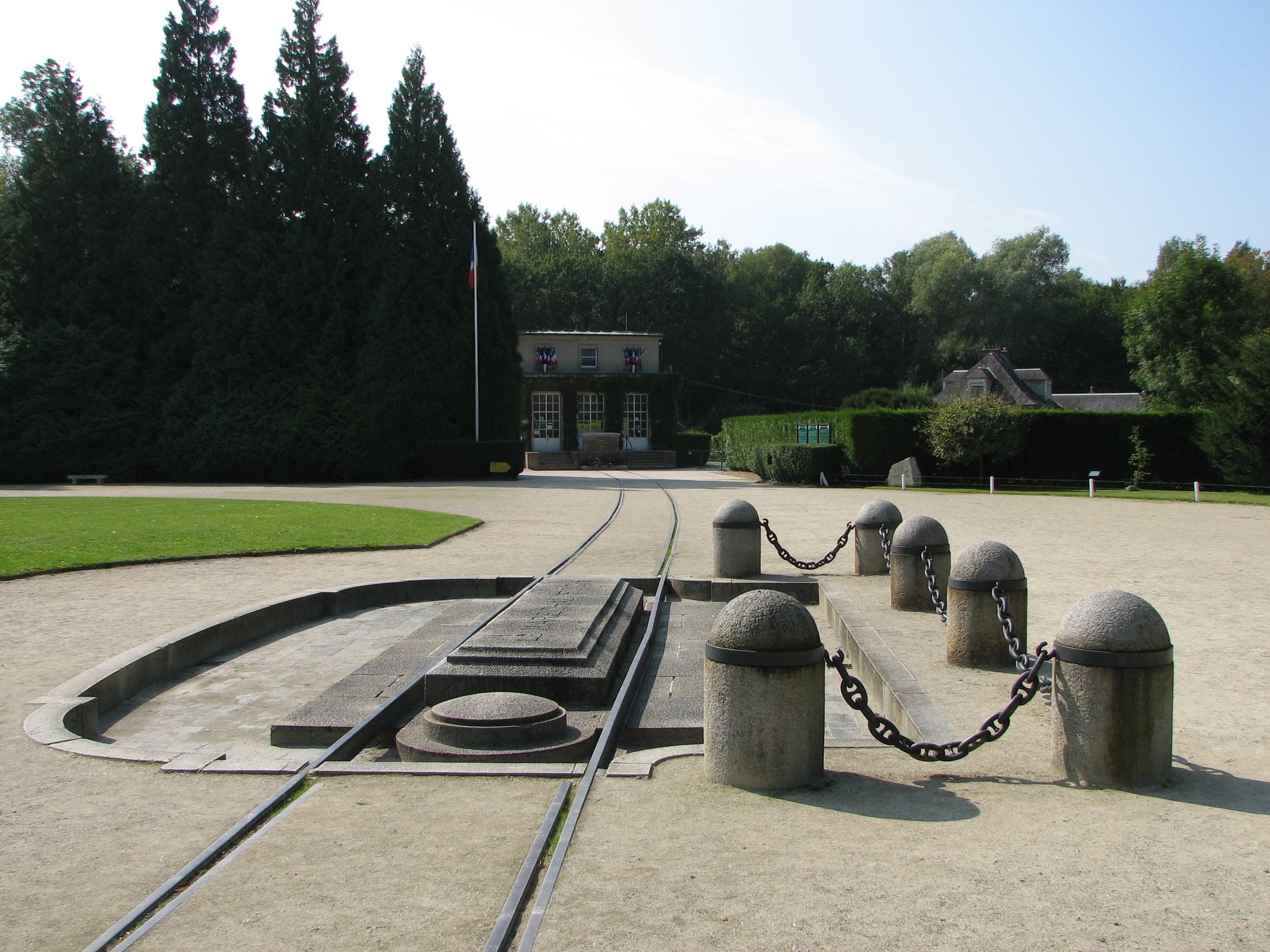
Pamiątkowa płyta, w miejscu gdzie stał wagon
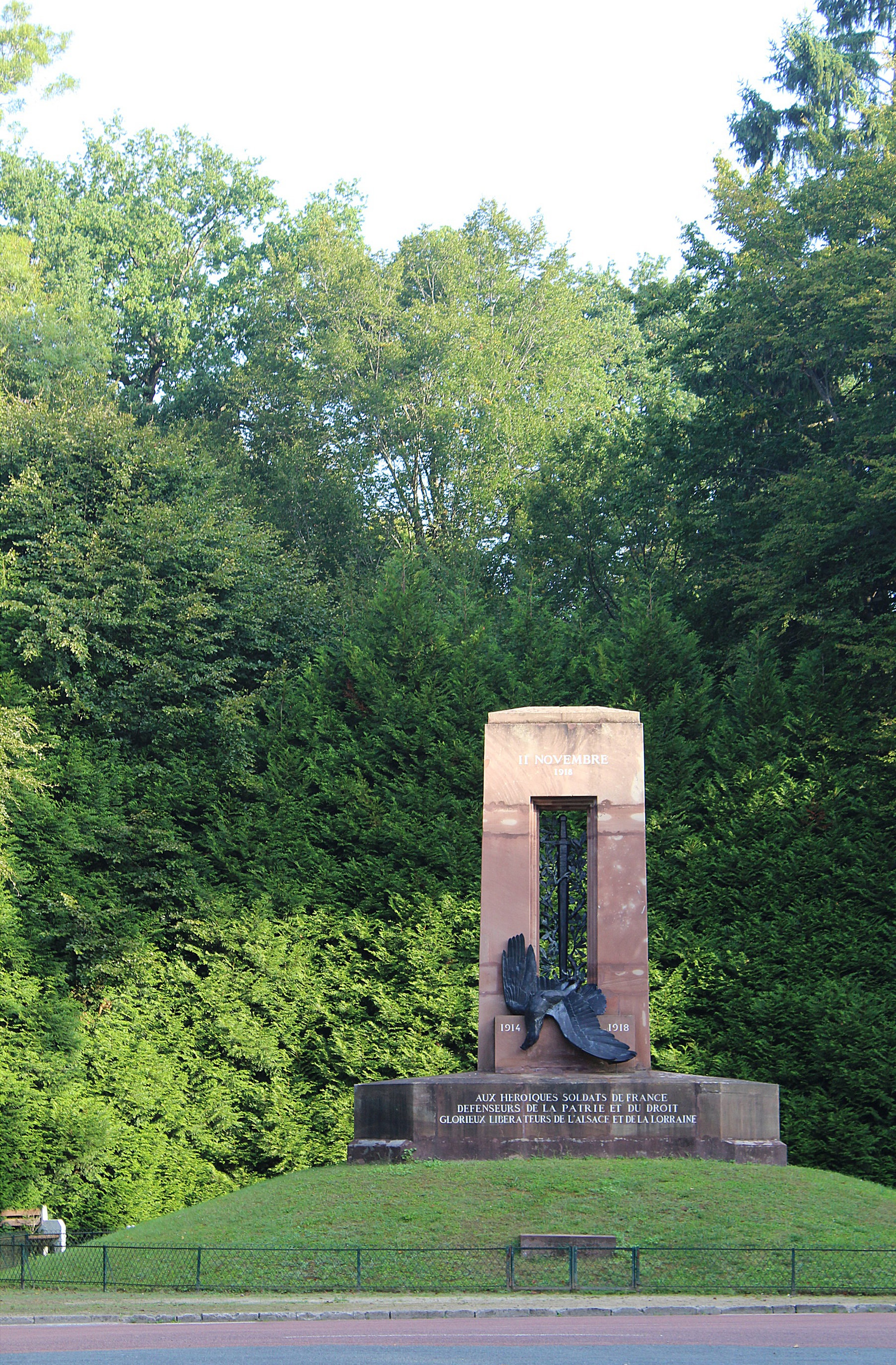
Memoriał alzacki
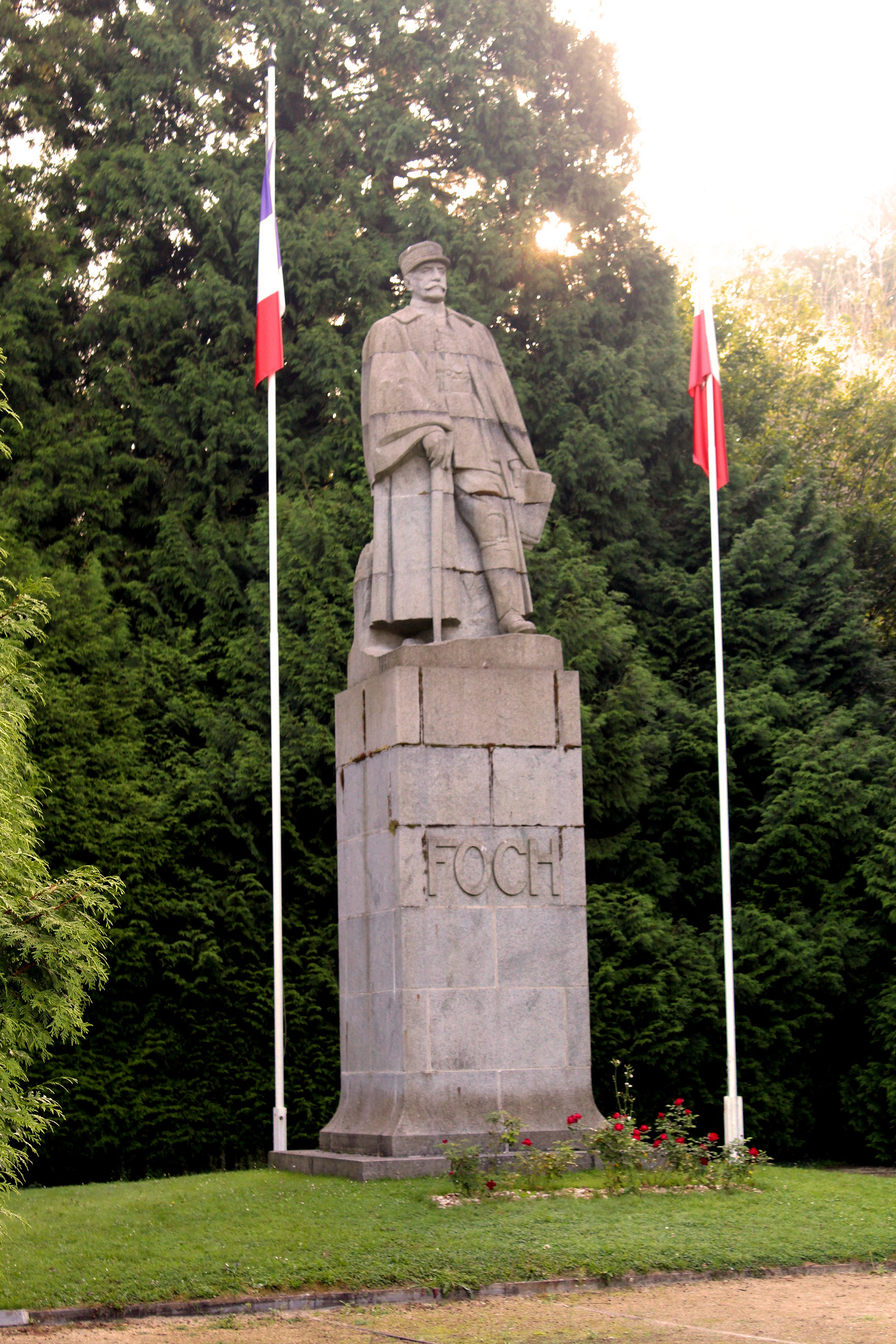
Pomnik marszałka Ferdinanda Focha